# Kristen Wiig
Kristen Carroll Wiig (ur. 22 sierpnia 1973 w Canandaigua) – amerykańska aktorka komediowa. Występowała w programie Saturday Night Live. Została nominowana razem z Annie Mumolo do Oscara, za scenariusz do filmu Druhny (Bridesmaids).

## Wybrana filmografia
- 2009: Dziewczyna z marzeniami (Whip It) jako Malice in Wonderland
- 2010: Nocna randka jako Haley Sullivan
- 2010: MacGruber jako Vicki St. Elmo
- 2011: Druhny (Bridesmaids) jako Annie Walker
- 2013: Minionki rozrabiają jako Lucy (głos)
- 2013: Sekretne życie Waltera Mitty jako Cheryl Melhoff
- 2014: Między nami bliźniętami jako Maggie Dean
- 2014: Jak wytresować smoka 2 (How to Train Your Dragon 2) jako Szpadka (głos)
- 2015: Marsjanin jako Annie Montrose
- 2016: Asy bez kasy (Masterminds) jako Kelly Campbell
- 2016: Zoolander 2 jako Alexanya Atoz
- 2020: Wonder Woman 1984 jako Cheetah